# Mart Seim
Mart Seim (Rakvere, 24 de octubre de 1990) es un deportista estonio que compite en halterofilia.
Ganó una medalla de plata en el Campeonato Mundial de Halterofilia de 2015 y dos medallas en el Campeonato Europeo de Halterofilia, en los años 2016 y 2025.
Participó en dos Juegos Olímpicos de Verano, en los años 2016 y 2024, ocupando el séptimo lugar en Río de Janeiro 2016, en la categoría de +105 kg.

## Palmarés internacional
| Campeonato Mundial | Campeonato Mundial       | Campeonato Mundial | Campeonato Mundial |
| Año                | Lugar                    | Medalla            | Categoría          |
| ------------------ | ------------------------ | ------------------ | ------------------ |
| 2015               | Houston (Estados Unidos) | Medalla de plata   | +105 kg            |
| Campeonato Europeo |                          |                    |                    |
| Año                | Lugar                    | Medalla            | Categoría          |
| 2016               | Førde (Noruega)          | Medalla de bronce  | +105 kg            |
| 2025               | Chisináu (Moldavia)      | Medalla de plata   | +109 kg            |